# The Day Before
The Day Before fue un videojuego de disparos de terror de supervivencia multijugador desarrollado por Fntastic y publicado por Mytona. Ambientado en el futuro, los jugadores controlan a un personaje que debe atravesar y sobrevivir en la ficticia y posapocalíptica 'New Fortune City', que ha sido invadida por zombis. Se anunció en 2021 y se lanzó en acceso anticipado el 7 de diciembre de 2023 para Microsoft Windows en Steam.
El largo desarrollo del juego generó dudas sobre su legitimidad y generó críticas tempranas por su estatus percibido como una estafa. El desarrollo se vio empañado por disputas legales que involucraban a Fntastic, así como acusaciones de plagio y solicitud de mano de obra no remunerada; Fntastic negó las acusaciones de estafa y plagio. Los antiguos desarrolladores de Fntastic acusaron posteriormente a los fundadores del estudio de grave mala gestión. Tras su lanzamiento, The Day Before fue criticado por los críticos por sus problemas técnicos y falta de creatividad. Cuatro días después, fue retirado de la venta (sus servidores permanecieron abiertos hasta el mes siguiente) y Fntastic fue cerrado debido a su pobre desempeño en ventas.

## Argumento
El juego está ambientado en un Estados Unidos postapocalíptico. El mundo en general ha sido invadido por zombis durante una pandemia. El jugador se despierta en la ficticia New Fortune City, que está ambientada en la Costa Este de los Estados Unidos. Se unen a otros supervivientes en una colonia para reconstruir la sociedad.

## Desarrollo y lanzamiento
The Day Before se reveló por primera vez en enero de 2021 con un avance del juego que mostraba la mecánica básica del juego. El mes siguiente, en febrero, se lanzó un avance del juego y Fntastic calificó el juego como «un verdadero avance para el género de supervivencia MMO». Los cofundadores de Fntastic, Eduard y Aysen Gotovtsev, aparecieron en ese tráiler y explicaron cómo el juego se diferenciará de otros del género, como un mayor realismo a través de la GUI y una jugabilidad abierta, y concluyeron con cómo «reinventaron todo, desde los objetivos del juego a la forma en que abordamos la calidad de la mecánica del juego». El 15 de octubre de 2021, Fntastic anunció la fecha de lanzamiento inicial el 21 de junio de 2022. El 5 de mayo de 2022, un mes antes de la fecha de lanzamiento inicial, se anunció un retraso, citando como motivo un cambio planificado de Unreal Engine 4 a Unreal Engine 5. La nueva fecha de lanzamiento estaba fijada para el 1 de marzo de 2023.
En mayo de 2022, The Day Before se convirtió en el juego más deseado en Steam. El mes siguiente, Fntastic actualizó su sitio web para decir que es una organización de «voluntarios» tanto remunerados como no remunerados. Mientras que a los voluntarios de tiempo completo se les pagaba, los voluntarios no remunerados eran compensados con «certificados de participación» y códigos gratuitos. Dos días después, el 29 de junio, Fntastic emitió un comunicado en el sitio web de noticias sobre juegos WellPlayed, diciendo: «Ser voluntario en Fntastic significa que una persona trabaja voluntariamente por una causa común. Consideramos que todos los miembros del equipo, incluidos los empleados, son voluntarios».
En enero de 2023, la página de The Day Before fue retirada de Steam, y Fntastic declaró el 25 de enero que había habido problemas de marca registrada en torno al título del juego y anunció que el lanzamiento se había retrasado aún más hasta el 10 de noviembre de 2023 por este motivo. Sin embargo, los fundadores del estudio le dijeron más tarde a IGN que el retraso ya había sido planeado antes de que se enteraran de las disputas de marcas, y que se anunciaría a través de un nuevo avance del juego de diez minutos. También negaron las afirmaciones de que el juego fuera una «estafa», afirmando que estaban respaldados por Mytona y evaluados periódicamente sobre su progreso, y que «no tomamos ni un centavo de la gente: ni financiación colectiva, ni pedidos anticipados, ni donaciones».
El 2 de febrero de 2023, en medio de especulaciones sobre el estado del juego, Fntastic lanzó nuevas imágenes del juego. Sin embargo, poco después, los vídeos relacionados con The Day Before fueron retirados de YouTube debido a quejas de marcas registradas por parte de un tercero. Fntastic afirmó más tarde que estaba siendo atacado por el desarrollador de una aplicación de calendario llamada «TheDayBefore». En agosto de 2023, se informó que Mytona y Fntastic habían presentado un registro de marca para el nuevo título Dayworld. El 1 de noviembre de 2023, se anunció que The Day Before se lanzaría en Steam Early Access el 7 de diciembre de 2023. En ese momento, los múltiples retrasos antes mencionados, las disputas de marcas registradas, la solicitud de Fntastic de mano de obra no remunerada, así como las acusaciones de plagio mediante la inversión de activos llevaron a que algunos calificaran el juego de demasiado ambicioso y mal administrado.
El 4 de diciembre de 2023, Fntastic publicó una declaración en X (anteriormente Twitter), reiterando que no habían estafado a nadie porque no habían solicitado financiación y negó las acusaciones de inversión de activos. El 11 de diciembre, cuatro días después del lanzamiento de The Day Before, que recibió críticas generalizadas, Fntastic anunció su cierre, afirmando que como su juego había «fracasado financieramente», no podían permitirse el lujo de seguir operando. The Day Before fue retirado de la venta en Steam ese mismo día. El estudio cerró el 22 de diciembre y declaró que todos los compradores recibirían un reembolso automático. Los servidores del juego permanecieron en línea hasta el 22 de enero de 2024, momento en el que se cerraron permanentemente. Tras su lanzamiento, un exempleado de Fntastic declaró que el juego nunca tuvo la intención de ser un videojuego multijugador masivo en línea (MMO). Además, afirmaron que los fundadores de Fntastic habían controlado todos los aspectos del desarrollo del juego, implementando «un montón de ideas estúpidas» y amenazando a los desarrolladores con el despido si se oponían. Después del cierre del juego en enero de 2024, otros desarrolladores de Fntastic declararon que el diseño del juego cambió por capricho en función de los lanzamientos de juegos más populares durante el desarrollo de los fundadores del estudio, quienes se fugaron inmediatamente después de su lanzamiento. También afirmaron que las condiciones de trabajo eran duras e incluían crunch, y que el estudio empleaba a jóvenes programadores de países de Europa del Este casi sin salario, ya que probablemente era su única oportunidad de trabajar, y que los programadores fueron multados por su bajo rendimiento.

## Recepción
Tras su lanzamiento de acceso temprano, IGN analizó muchos de los aspectos del juego y lo calificó de «totalmente decepcionante» y «fácilmente uno de los peores juegos que jamás hayan jugado». Ed Nightingale de Eurogamer escribió que «la velocidad de fotogramas por segundo es espantosa y la ventana emergente es extensa, incluso cuando la ciudad se siente sin alma» y resumió «está claro que este es un juego increíblemente básico con poco que ofrecer». Rick Lane de GamesRadar+ dijo: «No hay ideas significativas, ni mecánicas distintivas, ni elecciones estilísticas creativas, y ciertamente no hay personajes convincentes».
The Day Before recibió críticas «abrumadoramente negativas» en Steam, y los jugadores criticaron su falta de combate cuerpo a cuerpo, inteligencia artificial, diseño y escala del mundo y problemas técnicos. Otros sintieron que el juego era similar a un shooter de extracción, y no a un MMO, como se había anunciado. Su número de jugadores disminuyó en un 75 por ciento después de dos días de su lanzamiento, y en un 90 por ciento cuatro días después de su lanzamiento.